# Leśniczówka (powiat sochaczewski)
Leśniczówka – osada leśna w Polsce położona w województwie mazowieckim, w powiecie sochaczewskim, w gminie Młodzieszyn.
W latach 1975–1998 miejscowość administracyjnie należała do województwa skierniewickiego.